# Rocks and Diamonds
Rocks'n'Diamonds és un videojoc de trencaclosques disponible des del 1995, i que es descriu com un clon de Boulder Dash, Supaplex, Emerald Mine o Sokoban. És un videojoc de programari lliure creat per Artsoft Entertainment i dissenyat per Holger Schemel. Va ser un dels primers videojocs disponibles del Linux, però també funciona sota MS-DOS, Windows, Unix i Mac OS X. La versió de DOS està basada en el codi de Guido Schulz.
Hi ha actualment més de 50.000 nivells disponibles en les diferents pàgines web d'Internet.